# Бжозовски окръг
Бжозовски окръг (на полски: Powiat brzozowski) е окръг в Югоизточна Полша, Подкарпатско войводство. Заема площ от 539,34 км2.
Административен център е град Бжозов.

## География
Окръгът се намира в историческата област Червена Рус. Разположен е в централната част на войводството.

## Население
Населението на окръга възлиза на 66 502 души (2012 г.). Гъстотата е 123 души/км2.

## Административно деление
Административно окръгът е разделен на 6 общини.
Градско-селска община:
- Бжозов

Селски общини:
- Община Дидня
- Община Домарадз
- Община Нозджец
- Община Хачов
- Община Яшеница Рошелна

## Фотогалерия
- Бжозов
- Домарадз
- Дидня
- Хачов
- Яшеница Рошелна